# 線上記賬
線上記賬，是基於互聯網的一種記賬形式。有別於其他記賬形式，記賬人通過互聯網訪問提供線上記賬服務的網站，進行記賬活動。

## 历史
2005年開始，線上記賬的概念得到了大多數人的認可。於是開始出現了許多提供線上記賬服務的網站。並且分成了三大類：
- 一是博客類記賬網站。這類網站的實質就是博客類網站，用戶將消費經驗寫成文章在空間上共享，這個群體被賦予一個新的名字「賬客」，此類網站往往在功能上較為簡單，強調的是用戶之間的互動，你可以和一些網友交流理財秘訣和心得，集思廣益。

- 另一類是個人理財類記賬網站，這類網站主要提供用戶理想的記賬工具，方便用戶的日常消費生活。這類網站一般上手非常簡單，記賬的菜單相當簡單明了，功能也很專業全面，除了一般的日常收支名目，用戶還可以添加自定義分類，有的記賬網站還有預算功能，針對「月光族」每月開銷難以控制的特點，提前對自己的開銷作規劃，同時還提供了直觀的圖形報表分析，能夠幫助用戶更好地了解到自己的消費習慣。

- 還有就是專業類的記賬網站，既適合個人理財，又適合做小型企業財務管理工具，支持各種單、複式記賬法。特點是比較複雜，普通用戶難以上手。

在手機移動上網技術的進步下，線上記賬得到了更加快捷的記錄方式。使用手機訪問網站，更加實時。

## 線上記賬與其他記賬形式的比較
- 可以在世界任何一臺連接網際網路的電腦上都可以使用線上記賬服務，自定義時區，無論你在世界的什麼地方。
- 與手機移動上網的結合更好。